# Asilisaurus
Asilisaurus é um gênero fóssil de dinosauriforme do período Triássico Médio, cujos fósseis foram encontrados na Tanzânia. Ah uma única espécie descrita para o gênero extinto Asilisaurus kongwe (do suaíli "asili", que significa "antepassado" ou "fundação" e do grego σαυρος, sauros, "lagarto"), constituindo, por isso, a sua espécie-tipo. Tendo vivido 10 milhões de anos antes dos dinossauros, a descoberta da espécie foi apresentada à comunicação social como sendo o antepassado directo mais próximo deste grupo de répteis, evidenciando que estes foram apenas um dos diversos, grandes e distintos grupos de animais que explodiram em diversidade durante o período Triássico. Veio também demonstrar que, ao contrário do que se previa, os antepassados dos dinossauros eram tetrápodes e herbívoros e não bípedes e carnívoros. Entraram em extinção 45 milhões de anos depois do aparecimento dos seus mais conhecidos descendentes. Possuía entre 45 e 90 centímetros de altura, de 0,9 a 3 metros de comprimento e pesavam de 10 a 30 quilos. Classificado como um silessaurídeo, é considerado o arcossauro mais antigo da linha filogenética das aves.
Os fósseis foram descobertos na Tanzânia e remontam à idade Anisiana do Triássico Médio. Foram primeiramente descritos em 2010 por uma equipa de pesquisadores dos Estados Unidos, Alemanha e África do Sul, no jornal Nature.